# ポール・ロジン
ポール・ロジン（英: Paul Rozin、1936年 - ）は、ペンシルベニア大学の心理学教授である。ベンジャミン・フランクリン・スカラーズ（BFS）の2つの優等コースと大学院レベルのセミナーを教えている。また、マーティン・セリグマンが開始した応用ポジティブ心理学修士プログラムの教員でもある。世界有数の嫌悪の専門家として知られている。人間の食物選択における心理学的、文化的、生物学的決定要因に焦点を当てた研究を行っている。
ロジンは1956年にシカゴ大学で学士号を、1961年にハーバード大学で生物学と心理学の博士号を取得した。1963年にペンシルベニア大学心理学部に加わり、1997年にエドマンド・J・アンド・ルイーズ・W・カーン教授に任命された。また、同大学のソロモン・アッシュ民族政治紛争研究センター（現在はブリンマー大学に移転）の共同ディレクターも務めた。
教育と研究の関心分野には、食物に対する好き嫌いの獲得、伝染の魔術的信念の本質と発達、嫌悪の文化的進化、動物性食品への両価性、感染のリスクと食品の毒性効果に関する一般概念、リスクに関する懸念における道徳的・健康的要因の相互作用、人々の欲求を持ちたいという願望と実際の欲求との関係（内面化の問題を含む）、文化の獲得、料理の本質と文化進化、リサイクル水に対する心理的反応が含まれる。

## 論文
- Rozin, P., Haidt, J., & McCauley, C.R. (1993). Disgust. In M. Lewis and J. Haviland (Eds.), Handbook of Emotions, pp. 575–594. New York: Guilford.
- Rozin, P., & Nemeroff, C.J. (1990). The laws of sympathetic magic: A psychological analysis of similarity and contagion. In J. Stigler, G. Herdt & R.A. Shweder (Eds.), Cultural Psychology: Essays on comparative human development (pp. 205–232). Cambridge, England: Cambridge.
- Rozin, P., Fischler, C., Imada, S., Sarubin, A., & Wrzesniewski, A.（英語版）  (1999).  Attitudes to food and the role of food in life: Comparisons of Flemish Belgium, France, Japan and the United States.  Appetite,  33, 163–180.
- Rozin, P. (1999).   Food is fundamental, fun, frightening, and far-reaching.  Social Research, 66, 9-30.
- Rozin, P., Lowery, L., Imada, S., & Haidt, J.  (1999).  The CAD triad hypothesis: A mapping between three moral emotions (contempt, anger, disgust) and three moral codes (community, autonomy, divinity).  Journal of Personality & Social Psychology, 76, 574–586.